# Płyta tektoniczna

Mapa 15 głównych płyt tektonicznych

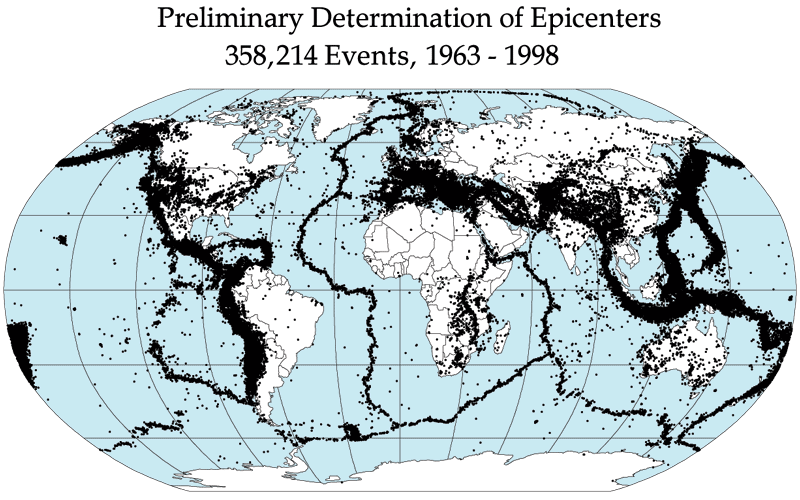
Przestrzenny układ trzęsień ziemi odpowiada granicom płyt tektonicznych

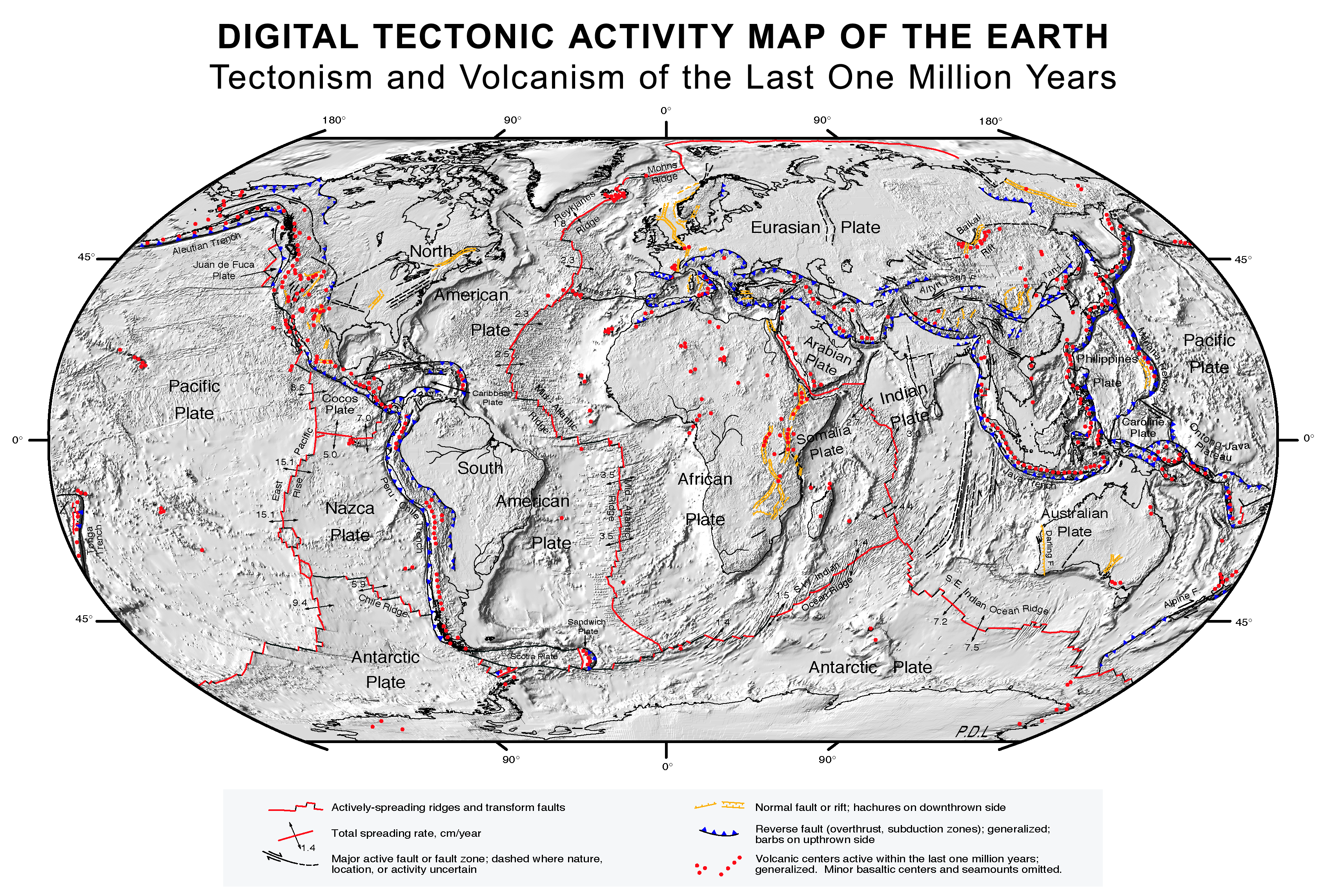
Mapa płyt tektonicznych według NASA

Płyta tektoniczna (płyta/kra litosfery/litosferyczna) – największa jednostka podziału litosfery zgodnie z teorią tektoniki płyt. Płyty litosfery graniczą ze sobą wzdłuż stref o wzmożonej aktywności sejsmicznej i wulkanicznej, jednakże same zachowują stosunkowo dużą spójność i sztywność. Mogą przemieszczać się poziomo po strefach obniżonej lepkości (czyli astenosferze) występujących w górnej części płaszcza Ziemi. Wyróżnia się płyty kontynentalne i oceaniczne.
Pierwszym geologiem, który stwierdził istnienie płyt litosfery, był Samuel Warren Carey (1958 r.)
Wyróżnia się kilka rodzajów granic płyt tektonicznych: strefy kolizji, subdukcji i obdukcji (granice konwergentne – dochodzi do zgniatania lub niszczenia litosfery), rozrastania (granice dywergentne – dochodzi do tworzenia nowych partii litosfery) i przemieszczania względnego (granice konserwatywne – przemieszczanie płyt litosfery wzdłuż uskoku).

## Płyty tektoniczne (płyty litosfery)

### Pierwszego rzędu
Budują podłoże kontynentów i Pacyfiku:
- Płyta afrykańska (kontynent: Afryka)
- Płyta antarktyczna (kontynent: Antarktyda)
- Płyta australijska (kontynent: Australia)
- Płyta eurazjatycka (kontynent: Eurazja lub wg tradycyjnego podziału – Europa i Azja)
- Płyta pacyficzna (pod Pacyfikiem)
- Płyta południowoamerykańska (kontynent: Ameryka Południowa)
- Płyta północnoamerykańska (kontynent: Ameryka Północna)

### Drugiego rzędu
Mniejsze płyty, ukazane na mapie, z wyjątkiem arabskiej i indyjskiej nie zawierają mas lądowych:
- Płyta arabska (ląd: Półwysep Arabski)
- Płyta filipińska
- Płyta karaibska
- Płyta kokosowa
- Płyta indyjska (ląd: Półwysep Indyjski)
- Płyta Juan de Fuca
- Płyta Nazca
- Płyta Scotia

### Trzeciego rzędu
Całkiem małe płyty, które zwykle są rozpatrywane jako fragmenty większych. Nie są zaznaczone na mapie 15 płyt. Nie przez wszystkich autorów są akceptowane:
- Płyta afrykańska
  - Płyta madagaskarska
  - Płyta nubijska
  - Płyta Seszeli
  - Płyta somalijska

- Płyta antarktyczna
  - Wyniesienie Kergueleńskie
  - Płyta szetlandzka
  - Płyta Sandwich

- Płyta australijska
  - Płyta koziorożca
  - Płyta Futuna
  - Płyta Kermadec
  - Płyta Maoke
  - Płyta Niuafo'ou
  - Płyta Tonga
  - Płyta Woodlark

- Płyta eurazjatycka
  - Płyta adriatycka
  - Płyta amurska
  - Płyta anatolijska
  - Płyta birmańska
  - Płyta egejska
  - Płyta iberyjska
  - Płyta irańska
  - Płyta Jangcy
  - Płyta Morza Banda
  - Płyta Morza Moluckiego
  - Płyta okinawska
  - Płyta sundajska
  - Płyta timorska

- Płyta filipińska
  - Płyta mariańska
  - Mobilna strefa Filipin

- Płyta indyjska
  - Płyta cejlońska (?)

- Płyta Juan de Fuca
  - Płyta Explorer
  - Płyta Gorda

- Płyta karaibska
  - Mikropłyta Gonâve
  - Płyta panamska

- Płyta kokosowa
  - Płyta Rivera

- Płyta pacyficzna
  - Płyta Bismarcka północna
  - Płyta Bismarcka południowa
  - Mikropłyta Galapagos
  - Płyta Juan Fernandez
  - Płyta karolińska
  - Płyta Manus
  - Płyta Morza Salomona
  - Płyta nowohebrydzka
  - Płyta Ptasiej Głowy
  - Płyta Rafy Balmoral
  - Płyta Rafy Conway
  - Płyta Wyspy Wielkanocnej (Wyniesienie Wschodniopacyficzne)

- Płyta południowoamerykańska
  - Płyta altiplano
  - Mikropłyta falklandzka
  - Płyta północnoandyjska

- Płyta północnoamerykańska
  - Płyta grenlandzka
  - Płyta ochocka

### Prehistoryczne
Niektóre płyty, które zostały scalone z innymi bądź zsubdukowane:
- Płyta bałtycka
- Płyta Bellingshausena
- Płyta kimmeryjska
- Płyta Phoenix
- Płyta Izanagi
- Płyta Farallon
- Płyta Kula